# ホウズキ属
ホウズキ属（学名：Hozukius）とは、スズキ目メバル科の属の一つ。日本の岩手県以南から九州にかけての太平洋側の深海に分布する。

## 分類と名称
1934年に日本の魚類学者である松原喜代松によってホウズキのみを含む単型属として設立された。ホウズキは1904年にデイビッド・スター・ジョーダンとエドウィン・チャピン・スタークスによって Helicolenus emblemarius として記載され、タイプ産地は三崎近くの沖の瀬とされた。2番目の種であるベニメヌケは、1975年に記載された。属名はホウズキの和名に由来し、植物のホオズキの実に似た、鮮やかな赤い体色から名付けられたと考えられる。

## 下位分類
2025年現在、ホウズキ属は、2種:
- ホウズキ Hozukius emblemarius (D. S. Jordan & Starks, 1904)
- ベニメヌケ Hozukius guyotensis Barsukov & Fedorov, 1975

## 形態
最大標準体長は45-59cmである。背鰭棘は12本、椎骨は26個ある。鰾を持ち、眼窩骨は前鰓蓋上縁に強く結合している。体高は高く、眼の下縁には3本の棘があり、尾鰭は截形である。

## 分布と生息地
北西太平洋に分布し、ホウズキは日本周辺、ベニメヌケは天皇海山群に分布する。深海魚かつ底魚でもあり、水深1,000mまで生息する。ホウズキは日本海の韓国海域から1件の記録がある。両種とも希少種とされている。